# Tartu JK Tammeka
Tartu JK Tammeka – estoński klub piłkarski z siedzibą w Tartu.

## Historia
Chronologia nazw:
- 2000–2005 Tartu Jalgpalliklubi Tammeka
- 2006–2008 Tartu Jalgpalliklubi Maag Tammeka
- 2009–2013 Tartu Jalgpalliklubi Tammeka
- 2014–... Tartu Jalgpallikool Tammeka

Klub został założony w 2006 w wyniku fuzji klubów Maag (Merkuur) Tartu i Tammeka Tartu, które występowały w najwyższej lidze Mistrzostw Estonii. Nowy klub przyjął nazwę JK Maag Tammeka Tartu. Kiedy w 2009 z klubu wycofał się główny sponsor AS Maag Group, klub powrócił do starej nazwy Tartu JK Tammeka.

## Sukcesy
- 5. miejsce w Meistriliidze: 2007